# Riceville (Iowa)
Riceville è un comune degli Stati Uniti d'America, situato nello Stato dell'Iowa, diviso tra la contea di Howard e la contea di Mitchell.